# Союз молодых писателей и поэтов
Союз молодых писателей и поэтов (с 1931 — Объединение писателей и поэтов) — литературное общество первой волны русских эмигрантов, существовавшее с 1925 по 1940 год в Париже.

## История
Союз был создан в 1925 году на одном из вечеров поэзии в парижском кафе Ля Болле по инициативе Ю. К. Терапиано, А. П. Ладинского, Д. Кнута и В. А. Мамченко для объединения писателей младшего поколения Русской эмиграции первой волны. В январе этого года общество получило регистрацию и расположилось на улице Данфер-Рошро, 79. Первым председателем был избран Терапиано, после него — Ладинский, Ю. Б. Софиев, Ю. В. Мандельштам, В. А. Смоленский, Ю. Фельзен и Л. Ф. Зуров.
При Союзе также сформировался Клуб молодых литераторов. В 1930 году работы поэтов и прозаиков публиковал сборник «Перекресток» (№ 1, № 2). В декабре 1931 года учреждение переименовали в Объединение писателей и поэтов.
Деятельность организации завершилась в 1940 году с началом захвата Франции нацистской Германией.